# 대구예담학교
대구예담학교는 대구광역시 달서구에 있는 일반계고에서 예체능계열로 진학하려는 학생들을 위탁하기 위한 공립 각종학교이다.
대구예담학교는 전국 최초의 공립형 위탁 전담학교로고등학생이 뒤늦게 예술 계열로 진학하려는 꿈을 갖게 되었으나 방향과 방법, 경제적인 지원 등의 어려움으로 자신의 꿈을 펼치기 어려운 고등학교 2, 3학년 학생들에게 진로 맞춤형 교육과정을 제공한다. 
위탁이란 고1때 입학한 학교를 원적교로 두고 고2, 또는 고3 생활을 대구예담학교에서 하는 것을 의미하며, 고3 과정은 기숙사가 완비되어 있어 전국 학생들을 대상으로 하고 있다.
학생들의 진로 선택권을 보장하고 교육적 수요를 충족할 수 있도록 다양한 진로 맞춤형 교육 기회를 제공해 오고 있으며 재학생들의 학교 만족도가 매우 높다. 
매년 11월 모집공고 후 정기 학생선발이 이루어지며, 정원이 충족되지 못한 경우 새학기 3월에 추가모집이 있을 수도 있다.
예담학교의 장점이라고 한다면 학급 당 적정인원으로 개인 및 그룹 연습과 레슨 등을 
경험하며 무엇보다 다른 예술관련 특목고와 달리 일과 시간 안에 모든 교육과정이 무료로 진행된다는 점과 매우 훌륭한 환경의 시설과 우수한 강사진으로부터 마음껏 전공에 집중할 수 있다는 점이다.
출결과 학생 인성에도 초점을 두고 있기에 성실함과 열정을 바탕으로 실력을 겸비하고 늦게라도 미술, 음악 진로와 진학을 꿈꾸는 학생들에게 꿈을 이루는 징검다리가 되고자 하는 철학을 가지고 있다.
대구예담학교에 대한 더욱 자세한 교육과정과 활동은 학교 홈페이지와 유튜브를 검색하여 참고할 수 있다.

## 연혁
- 2014년 3월 1일 : 옛 대구도남초등학교 자리에 개교[1]
- 2017년 3월 1일 : 옛 본리중학교 부지로 이전 및 각종학교로 전환[2]